# Моника Фогельзанг

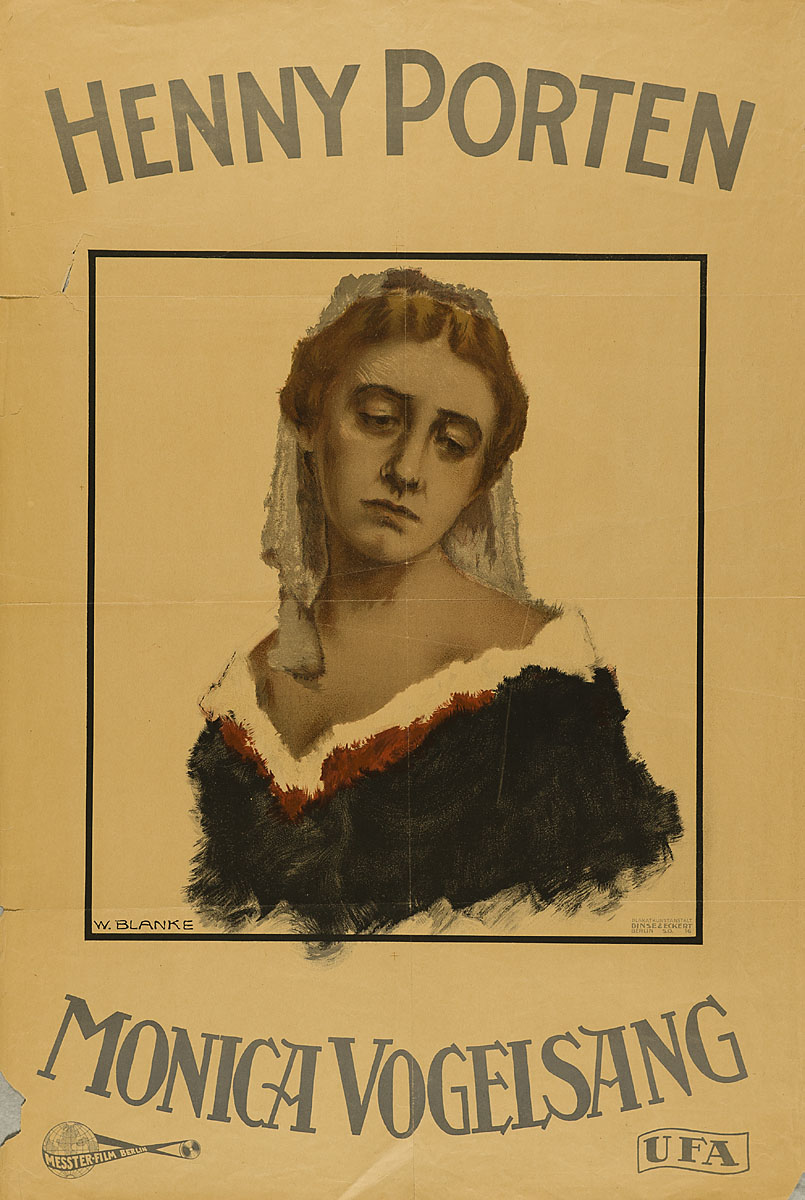
Афиша фильма

«Моника Фогельзанг» (нем. Monica Vogelsang) — немецкий немой исторический драматический фильм 1920 года, снятый режиссёром Рудольфом Бибрахом, с Хенни Портен, Полом Хартманном и Эрнстом Дойчем в главных ролях.
Декорации к фильму разработали художники-постановщики Эмиль Хаслер и Джек Винтер. Натурные съёмки проходили в Ротенбурге в Баварии.

## В ролях
- Хенни Портен в роли Моники Фогельзанг
- Пауль Хартман в роли Амадео Васелли, Кирхенмалер
- Эрнст Дойч в роли Йоханнеса Вальтершпиля
- Густав Ботц в роли Якобуса Мартинуса Фогельсанга, Ратшерра цу Бальдерсгрюн
- Эльза Вагнер в роли Урсулы Швертфегер, Моникас Амме
- Юлиус Сакс в роли Джакомо Васелли, Моникас Лерер
- Илька Грюнинг в роли Витве Вальтершпиль
- Вильгельм Дигельманн в роли архиепископа Иосифа Хаммершида
- Макс Максимилиан в роли Дер Вейбла
- Вильгельм Шмидт в роли Нахтвехтера